# Geoid Glacier
Geoid Glacier är en glaciär i Antarktis. Den ligger i Östantarktis. Nya Zeeland gör anspråk på området. Geoid Glacier ligger 1 010 meter över havet.
Terrängen runt Geoid Glacier är kuperad åt sydväst, men åt nordost är den bergig.  Trakten är obefolkad. Det finns inga samhällen i närheten. 